# Tadeusz Komorowski
Tadeusz Komorowski, cunoscut și ca Bór-Komorowski, (n. 1 iunie 1895, Horobriv, Bezirk Brzeżany⁠(d), Regatul Galiției și Lodomeriei, Austro-Ungaria – d. 24 august 1966, Buckley⁠(d), Țara Galilor, Regatul Unit) a fost un general polonez, care s-a remarcat în cel de-al Doilea Război Mondial, atât în lupte, cât și în calitate de premier al Guvernului polonez în exil.
A participat la Jocurile Olimpice de vară din 1924 de la Paris, ca și la cele din 1936 de la Berlin.